# Liste der Biografien/Ct
Liste der Biografien |
Portal Biografien |
Personensuche
# |
A |
B |
C |
D |
E |
F |
G |
H |
I |
J |
K |
L |
M |
N |
O |
P |
Q |
R |
S |
T |
U |
V |
W |
X |
Y |
Z |
?
 
Ca |
Cb |
Cc |
Ce |
Ch |
Ci |
Cj |
Ck |
Cl |
Cm |
Cn |
Co |
Cr |
Cs |
Ct |
Cu |
Cv |
Cw |
Cy |
Cz
Die Liste der Biografien führt alle Personen auf, die in der deutschsprachigen Wikipedia einen Artikel haben. Dieses ist eine Teilliste mit 4 Einträgen von Personen, deren Namen mit den Buchstaben „Ct“ beginnt.

## Ct

### Cte
- Ctesiphon von Vergium, spanischer Bischof

### Ctv
- Čtvrtek, Václav (1911–1976), tschechischer Kinder- und Jugendbuchautor
- Ctvrtlik, Robert (* 1963), US-amerikanischer Volleyballspieler und Olympiasieger

### Cty
- Čtyřoký, Josef (1906–1985), tschechoslowakischer Fußballspieler